# Warda Al-Jazairia
Warda Al-Jazairia'' (do Árabe: وردة الجزائرية‎ literalmente A Rosa Argelina) comumente referido apenas como Warda (do Árabe: وردة‎ IPA: [ˈwæɾdæ]) (Argélia, 22 de maio de 1939 - 17 de maio de 2012) foi uma cantora argelina, conhecida por suas canções pan-arabista.

## Morte
Warda morreu em 17 de maio de 2012, no Cairo, no Egito, depois de sofrer uma parada cardíaca. Ela tinha 72 anos. Em 19 de maio, seu corpo foi levado de volta para a Argélia, onde foi dado um funeral de Estado, e foi sepultado em El Argel 'Alia cemitério, que é reservado para heróis nacionais.